# ガイ・レイシー
ガイ・レイシー (Osceola Guy Lacy ：オセーオラ・ガイ・レイシー、1897年6月12日 - 1953年11月19日) は、アメリカ合衆国・テネシー州出身の元プロ野球選手 (MLB) である。1926年の1シーズンのみ、内野手 (二塁手、三塁手) としてMLBに在籍した。

## 経歴
情報がないので、いつプロ入りしたのかは不明である。
1926年5月7日の対ボストン・レッドソックス戦で、試合に途中出場してメジャーデビューを果たした。同試合ではサードの守備に就いたが、打席に入る機会は巡ってこなかった。以後はセカンドを守る機会が多くなり、最終的に13試合に出場して打率.167・1本塁打・2打点という成績を残した。守備面では11試合でセカンドを守り、1失策・守備率.976という成績だった。また、サードを守った2試合では1失策を犯した。
1927年以降はMLBでプレーせず、1953年11月19日に生まれ故郷であるテネシー州のクリーブランドで死去した。レイシーの亡骸は、同都市にあるトリプレット・セメトリー (英：Triplett Cemetery) に埋葬された。

## 詳細情報

### 年度別打撃成績 (MLB)
| 年 度     | 球 団     | 試 合 | 打 席 | 打 数 | 得 点 | 安 打 | 二 塁 打 | 三 塁 打 | 本 塁 打 | 塁 打 | 打 点 | 盗 塁 | 盗 塁 死 | 犠 打 | 犠 飛 | 四 球 | 敬 遠 | 死 球 | 三 振 | 併 殺 打 | 打 率 | 出 塁 率 | 長 打 率 | O P S |
| --------- | --------- | ----- | ----- | ----- | ----- | ----- | -------- | -------- | -------- | ----- | ----- | ----- | -------- | ----- | ----- | ----- | ----- | ----- | ----- | -------- | ----- | -------- | -------- | ----- |
| 1926      | CLE       | 13    | 31    | 24    | 2     | 4     | 0        | 0        | 1        | 7     | 2     | 0     | 0        | 4     | -     | 2     | -     | 1     | 2     | -        | .167  | .259     | .292     | .551  |
| 通算：1年 | 通算：1年 | 13    | 31    | 24    | 2     | 4     | 0        | 0        | 1        | 7     | 2     | 0     | 0        | 4     | -     | 2     | -     | 1     | 2     | -        | .167  | .259     | .292     | .551  |

- 「-」は記録なし。